# Jaranyi Antal
Jaranyi Antal (Pécs, 1726. november 7. – 1796.) Jézus-társasági áldozópap és tanár.

## Élete
18 éves korában lépett a rendbe. Nagyszombatban a logikát végezte, 1746-47-ben a bécsi növendékházban tanult, 1748-ban Szakolcán ismétlő, 1750-ben Nagyszombatban tanult. 1754-ben Kőszegen az alsóbb osztályokban tanított, 1758-60-ban Nagyszombatban a teológiát hallgatta, 1761-ben Gyöngyösön az alsóbb osztályokban tanított. 1762-ben a harmadik próbaévet töltötte Egerben, 1763-65-ben a matematikát tanította Nagyszombatban, 1766-67-ben a bölcseletet Budán és 1768-ban ugyanazt adta elő Kolozsvárt, ahol egyszersmind könyvtárnok volt. 1770-től 1778-ig a rendház növendékeit a teológiára és bölcseletre tanította, és egyházi szónok volt. Meghalt 1796-ban a hazában.

## Munkái
- Oratio panegyrica D. Ivoni dicta. Tyrnaviae, 1759
- Assertiones ex universa philosophia ... Tyrnaviae, 1765